# Crochetage (technique de combat)
Pour les articles homonymes, voir Crochetage (homonymie).
Le crochetage est un terme qui concerne différentes techniques de combat :
1 - Action de contrôle d’une partie corporelle adverse et notamment d’un membre (on parle de maintien et de verrouillage corporel). Elle consiste à entourer la partie corporelle adverse par un crochet formé par la flexion de l’articulation (genou et coude). Le contrôle peut s’effectuer debout ou au sol. Par extension, on trouve les lianes et autres cliquets bretons.
2 - Action de déséquilibre (ou de projection) consistant :

. soit à entourer la partie corporelle adverse afin de lui en interdire l’utilisation ou pour effectuer un point d’appui afin de favoriser un déséquilibre (de type « bascule »)

. soit à supprimer l’appui au sol à l’aide d’un geste de projection (dit de faucheur) ou d’un coup de pied de frappe.
Généralement, un fauchage se réalise au niveau de la cuisse adverse, mais il peut être réalisé plus bas sur la jambe ou plus haut sur la hanche. Ce geste est à différencier d’un balayage qui lui se réalise plus bas (sur le pied ou le bas du mollet).

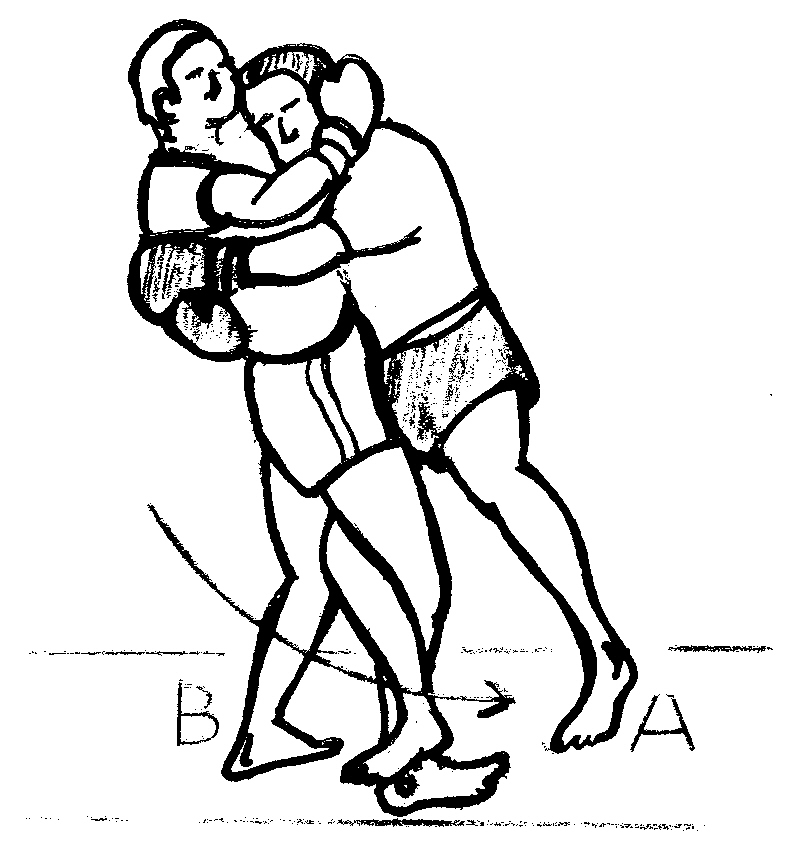
Technique de crochetage à l’intérieur des appuis ici en boxe « sportive »
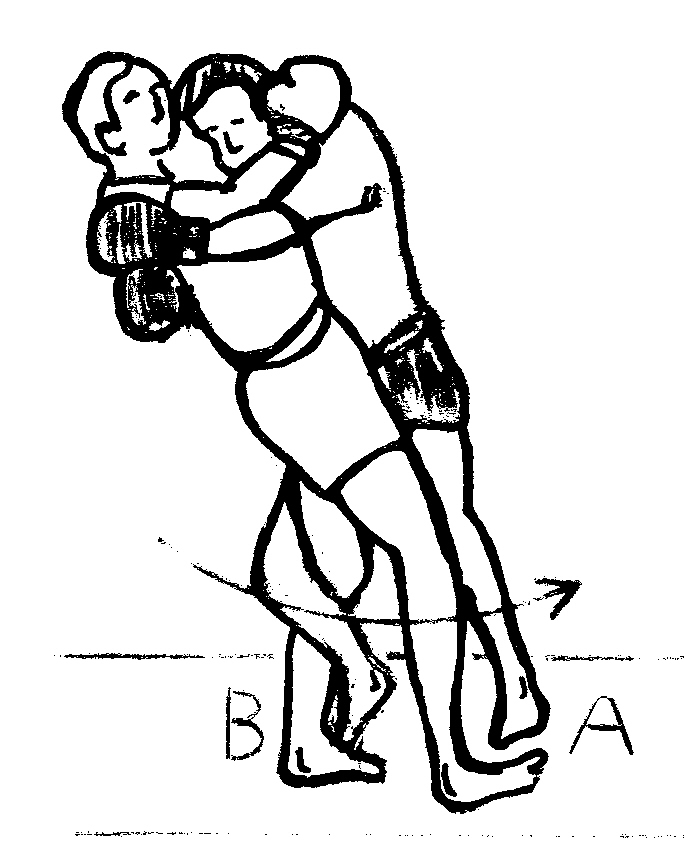
Technique de crochetage à l’extérieur des appuis ici en boxe « sportive »
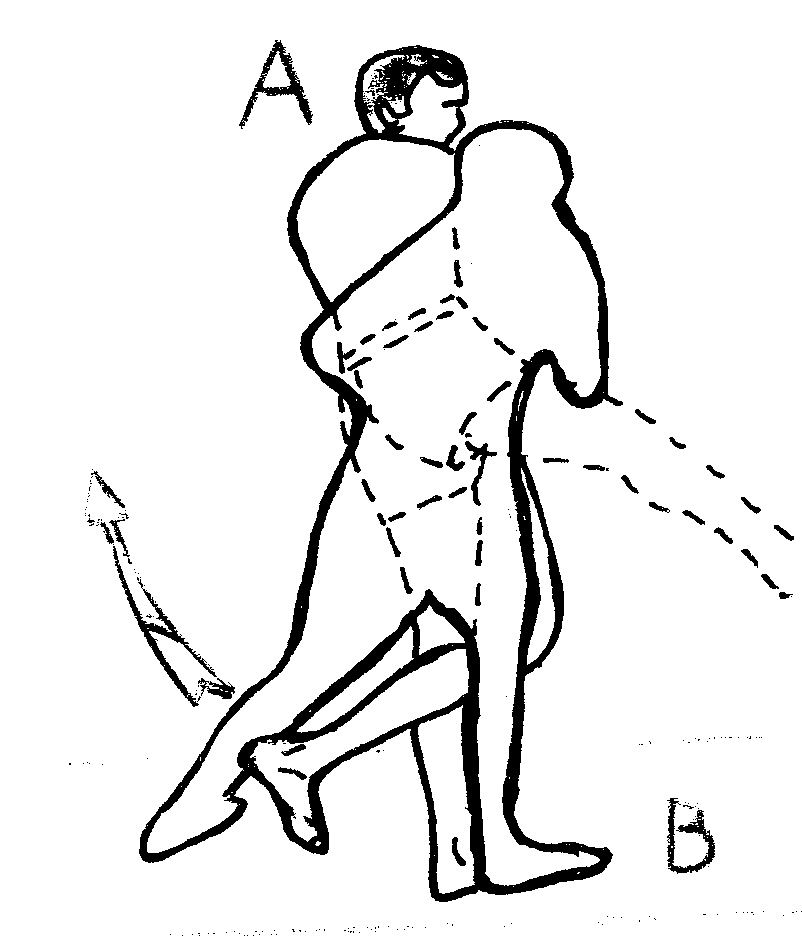
Balayage de type coup de pied crocheté ici en boxe « sportive »

## Sources
- Alain Delmas, 1. Lexique de la boxe et des autres boxes (Document fédéral de formation d’entraîneur), Aix-en-Provence, 1981-2005 – 2. Lexique de combatique (Document fédéral de formation d’entraîneur), Toulouse, 1975-1980.
- Gabrielle & Roland Habersetzer, Encyclopédie des arts martiaux de l'Extrême-Orient, Ed. Amphora, Paris, 2000